# Copa Italia 1941-42

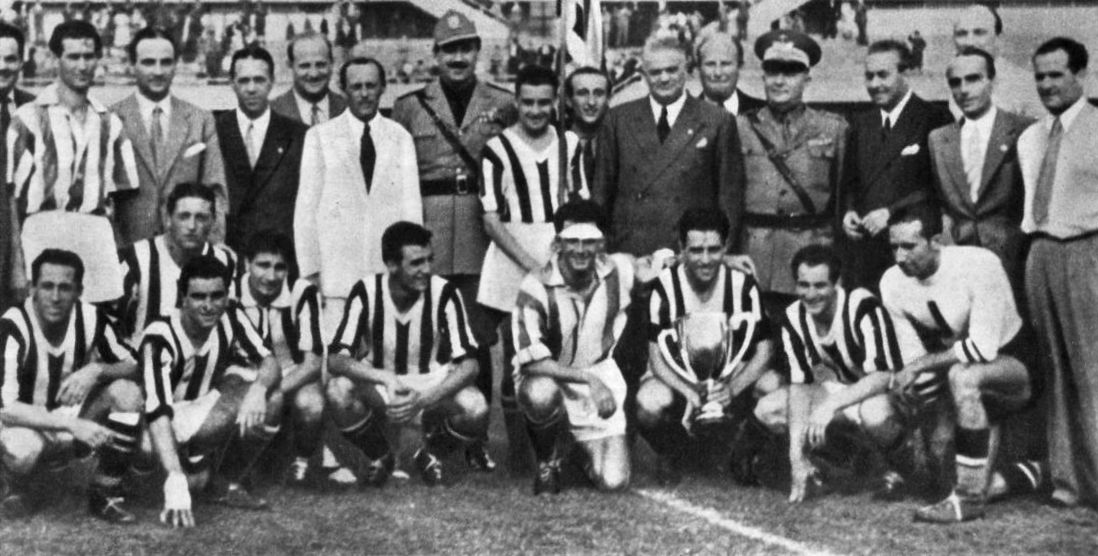
Juventus recibió su segunda Copa Italia

La Copa Italia 1941-42 fue la octava edición del torneo. Juventus salió campeón tras ganarle al AC Milan por global: 5 a 2.

## Calificaciones - Serie B
|          | 5.10.1941 |            |
| -------- | --------- | ---------- |
| Fanfulla | 1 - 2     | Novara     |
| Udinese  | 0 - 1     | Pro Patria |

## Dieciseisavos de final
|          | 12.10.1941 |             |
| -------- | ---------- | ----------- |
| Vicenza  | 1 - 2      | Prato       |
| Lucchese | 1 - 2      | Reggiana    |
| Lazio    | 4 - 2      | Bari        |
| AC Milan | 4 - 1      | Fiorentina  |
| Siena    | 1 - 2*     | Pisa        |
| Venezia  | 2 - 1      | Torino      |
| Bologna  | 4 - 0      | Alessandria |
| Livorno  | 4 - 1      | Triestina   |
| Pescara  | 1 - 2      | Genova      |
| Juventus | 5 - 0      | Pro Patria  |
| Padova   | 2 - 0      | Napoli      |
| Brescia  | 2 - 1      | Savona      |
| Spezia   | 4 - 0      | Fiumana     |
| Novara   | 2 - 1*     | Roma        |
| Liguria  | 0 - 2      | Atalanta    |
| Modena   | 4 - 1      | Ambrosiana  |

* Definido en tiempo suplementario.

## Octavos de final
|          | 19.10.1941 |          |
| -------- | ---------- | -------- |
| Prato    | 0 - 4      | Reggiana |
| AC Milan | 4 - 2      | Lazio    |
| Pisa     | 0 - 4      | Venezia  |
| Livorno  | 2 - 4      | Bologna  |
| Juventus | 2 - 1      | Genova   |
| Padova   | 3 - 2      | Brescia  |
| Novara   | 2 - 1*     | Spezia   |
| Modena   | 3 - 1      | Atalanta |

* Definido en tiempo suplementario.

## Cuartos de final
|          | 8.2.1942 |          |
| -------- | -------- | -------- |
| AC Milan | 6 - 0    | Reggiana |
| Venezia  | 2 - 0    | Bologna  |
| Juventus | 1 - 0    | Padova   |
| Modena   | 2 - 0    | Novara   |

## Semifinal
|          | 12.4.1942 |         |
| -------- | --------- | ------- |
| AC Milan | 2 - 1     | Venezia |
| Juventus | 4 - 1     | Modena  |

## Final

### Ida
|          | Milano, 21-6-1942 |          |
| -------- | ----------------- | -------- |
| AC Milan | 1 - 1             | Juventus |

### Vuelta
|          | Torino, 28-6-1942 |          |
| -------- | ----------------- | -------- |
| Juventus | 4 - 1             | AC Milan |